# Karel Gott Band
Karel Gott Band byla skupina, která doprovázela zpěváka Karla Gotta od roku 1989 až do roku 2019, kdy zemřel. S Karlem Gottem procestovala řadu států světa, kromě českých hal s ním koncertovala i v Německu, Švýcarsku, Rusku, Itálii, na Novém Zélandu, v Austrálii nebo v USA. Vedl ji Pavel Větrovec.

## Historie

### Vznik, 90. léta
Roku 1989 se Ladislav Štaidl, kapelník Skupiny Ladislava Štaidla, která tehdy Gotta doprovázela, rozhodl ukončit činnost skupiny, přičemž sám odešel z hudební branže do ústraní. Jeden z členů skupiny, Pavel Větrovec, se proto s Karlem Gottem rozhodl založit novou doprovodnou skupinu, která by nahradila ukončenou Skupinu Ladislava Štaidla. Skupinu z velké části tvořili hudebníci z té předchozí, například Rudolf Rokl, Pavel Fořt, Jaromír Klempíř, Ondřej Soukup a další, přičemž do skupiny nastoupili i noví členové. Poprvé doprovázela skupina Karla Gotta na koncertu k jeho padesátinám, v Lucerně. Skupina zvolila oficiální název Orchestr Karla Gotta. Během devadesátých let s ním absolvovala několik koncertů v Lucerně, 4 turné po Česku, zájezdy do Německa, Rakouska a Švýcarska a vystoupení v newyorské Carnegie Hall.

### 2000–2010
V dalších letech doprovázela skupina Karla Gotta zejména na zahraničních koncertech, turné, zájezdech a vystoupení, protože v České republice ho doprovázel spíše BoomBand!Jiřího Dvořáka. Zúčastnila se turné v Austrálii a na Novém Zélandu, ale i v Německu a Itálii. Obzvláště úspěšný byl návrat Karla Gotta do Ruska, na kterém ho v roce 2001 skupina doprovázela. Během let 2006–2008 někteří členové skupinu opustili kvůli vlastním projektům, ale vzápětí přišli noví hudebníci. Celkové složení skupiny tvořilo asi 20 hudebníků. Roku 2008 s Karlem Gottem absolvovala  turné s padesáti šesti koncerty po Německu, které patřily mezi největší projekty skupiny. Roku 2010 doprovodila Felixe Slováčka na jeho koncertu k sedmdesátinám.

### 2011–2019
Roku 2011 změnila skupina název z názvu Orchestr Karla Gotta, na Karel Gott Band. I nadále doprovázela Karla Gotta na zahraničních vystoupeních, mimo jiné ale i v České republice, kde s Gottem během let 2012–2014 odehráli asi 350 koncertů. Během zdravotních potíží Karla Gotta, se kterými se v roce 2015 potýkal, skupina nehrála. Roku 2017 začala znovu doprovázet Karla Gotta – na jeho turné v roce 2017 (Plzeň, Ostrava, Opava, Olomouc, Liberec, Praha…). Během roku 2018 dvakrát doprovodila Hanu Zagorovou a opakovaně Karla Gotta. Poslední koncerty odehrála v první polovině roku 2019 s Karlem Gottem – na Žofíně, v Košicích a v Plzni. V té době již členové kapely věděli o Karlově nemoci (leukémie) a naposledy s ním měli hrát 26. srpna 2019 na festivalu Benátská. Gottův stav se ale razantně zhoršil a kvůli nemoci nebyl schopný vystoupení odzpívat, proto svou účast nakonec odvolal. V září 2019 skupina doprovodila koncert věnovaný jejímu kapelníkovi Pavlu Větrovci, který slavil sedmdesáté narozeniny. 

### Po smrti Karla Gotta
Po smrti Karla Gotta kapela neměla koho doprovázet, tudíž přestala aktivně hrát. Kapela výjimečně doprovodí vzpomínkové koncerty v O2 aréně, věnované památce na Karla Gotta. 